# St. Johannes der Täufer (Willofs)

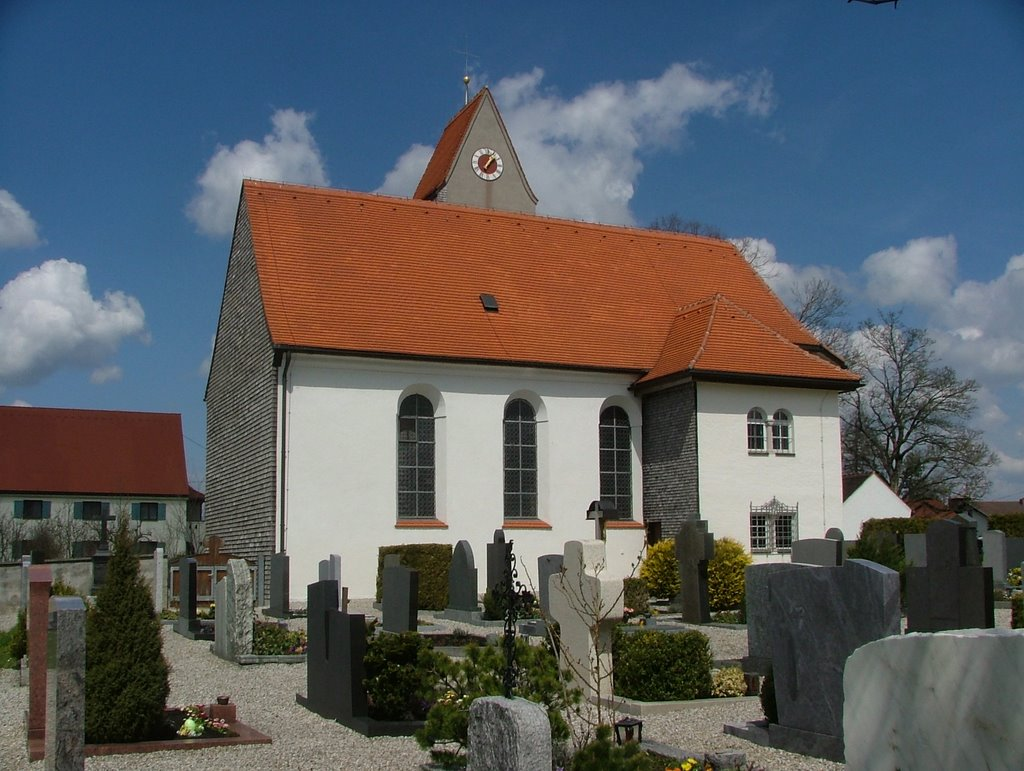
St. Johannes Baptist (Willofs)

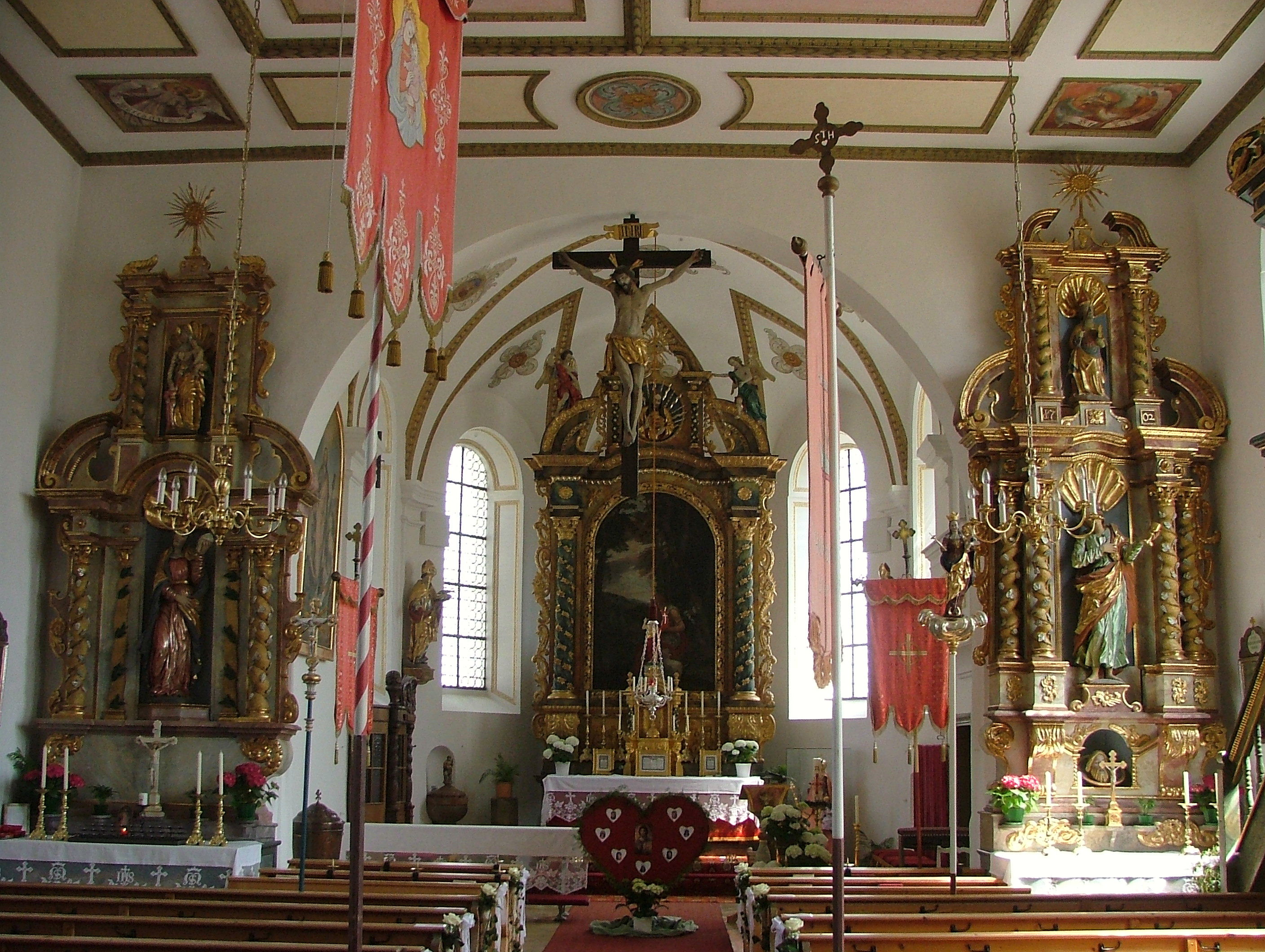
Kircheninnenraum

Die römisch-katholische, denkmalgeschützte Kirche St. Johannes Baptist steht im Pfarrdorf Willofs im Markt Obergünzburg im schwäbischen Landkreis Ostallgäu in Bayern. Die Kirchengemeinde gehört zur Pfarreiengemeinschaft Ronsberg im Dekanat Kaufbeuren des Bistums Augsburg.

## Beschreibung
Die Pfarrkirche St. Johannes Baptist ist das Ergebnis verschiedener Bauphasen, die heutige Kirche ist aus einem Neubau um 1700 entstanden. Nordöstlich am Langhaus wurde im 15. Jahrhundert ein Satteldachturm aus unverputzten Tuffquadern errichtet. Im einschiffigen Langhaus sind die Unterseite der Westempore und die Langhausdecke vertäfelt, welche an der Brüstung Tafelbilder mit Szenen aus dem Leben von Johannes dem Täufer  darstellen. Sie sind mit dem Jahr 1705 bezeichnet und vermutlich von Georg Wassermann gemalt worden. Der Chor ist eingezogen und dreiseitig geschlossen mit einer Stichkappentonne, mit Stuckverzierung um 1700 und Deckenbildern von Max Vogl (1911).
Auf dem neubarocken Hochaltar aus dem Jahr 1928 ist ein Gemälde von Johannes der Täufer aus dem Jahr 1701 zu sehen, welcher aus der Blickrichtung vom Langhaus von den beiden Seitenaltären (1701/02) mit den großen Figuren der Mariä und dem Evangelisten Johannes eingerahmt wird. Im Chorbogen befindet sich ein großes Kruzifix, das mit den beschriebenen Ausstattungen eine Hans Ludwig Ertinger zugeschriebene Kreuzigungsgruppe darstellt. Die auf das Jahr 1708 datierte Kanzel mit Schalldeckel besitzt eine Ausmalung mit Johannes dem Täufer und in der Nische der südlichen Predella befindet sich eine Johannesschüssel (um 1430/1440).